# ایلخچی حسن افندی
ایلخچی حسن افندی (به لاتین: İlxıçı Həsən Əfəndi) یک منطقه مسکونی در جمهوری آذربایجان است که در شهرستان خاچماز واقع شده است. ایلخچی ۶۱۷ نفر جمعیت دارد.